# Ostrołęka (gromada)
Ostrołęka – dawna gromada, czyli najmniejsza jednostka podziału terytorialnego Polskiej Rzeczypospolitej Ludowej w latach 1954–1972.
Gromady, z gromadzkimi radami narodowymi (GRN) jako organami władzy najniższego stopnia na wsi, funkcjonowały od reformy reorganizującej administrację wiejską przeprowadzonej jesienią 1954 do momentu ich zniesienia z dniem 1 stycznia 1973, tym samym wypierając organizację gminną w latach 1954–1972.
Gromadę Ostrołęka z siedzibą GRN w mieście Ostrołęce (nie wchodzącym w jej skład) utworzono 1 stycznia 1969 w powiecie ostrołęckim w woj. warszawskim z obszaru zniesionych gromad Nowa Wieś Wschodnia i Zabrodzie w tymże powiecie.
Gromada przetrwała do końca 1972 roku, czyli do kolejnej reformy gminnej.